# Абиканда
Абиканда (узб. Obikanda / Обиканда) — посёлок городского типа, расположенный на территории Китабского района Кашкадарьинской области Республики Узбекистан.
Статус посёлка городского типа с 2009 года.